# 신혜라
신혜라(1992년 11월 11일 ~ )는 대한민국의 레이싱 모델이다.

## 학력
- 대일관광디자인고등학교

## 경력

### 레이싱모델 경력
- 2015년 - KIC 오프로드 그랑프리 레이싱모델
- 2015년 - 대한민국 모터스포츠 페스티벌 레이싱모델
- 2015년 - 제1회 코리아튜닝모터쇼 레이싱모델

## 수상
- 2015년 - 제4회 한국레이싱모델어워즈 신인유망주상